# مهرجان الحصاد

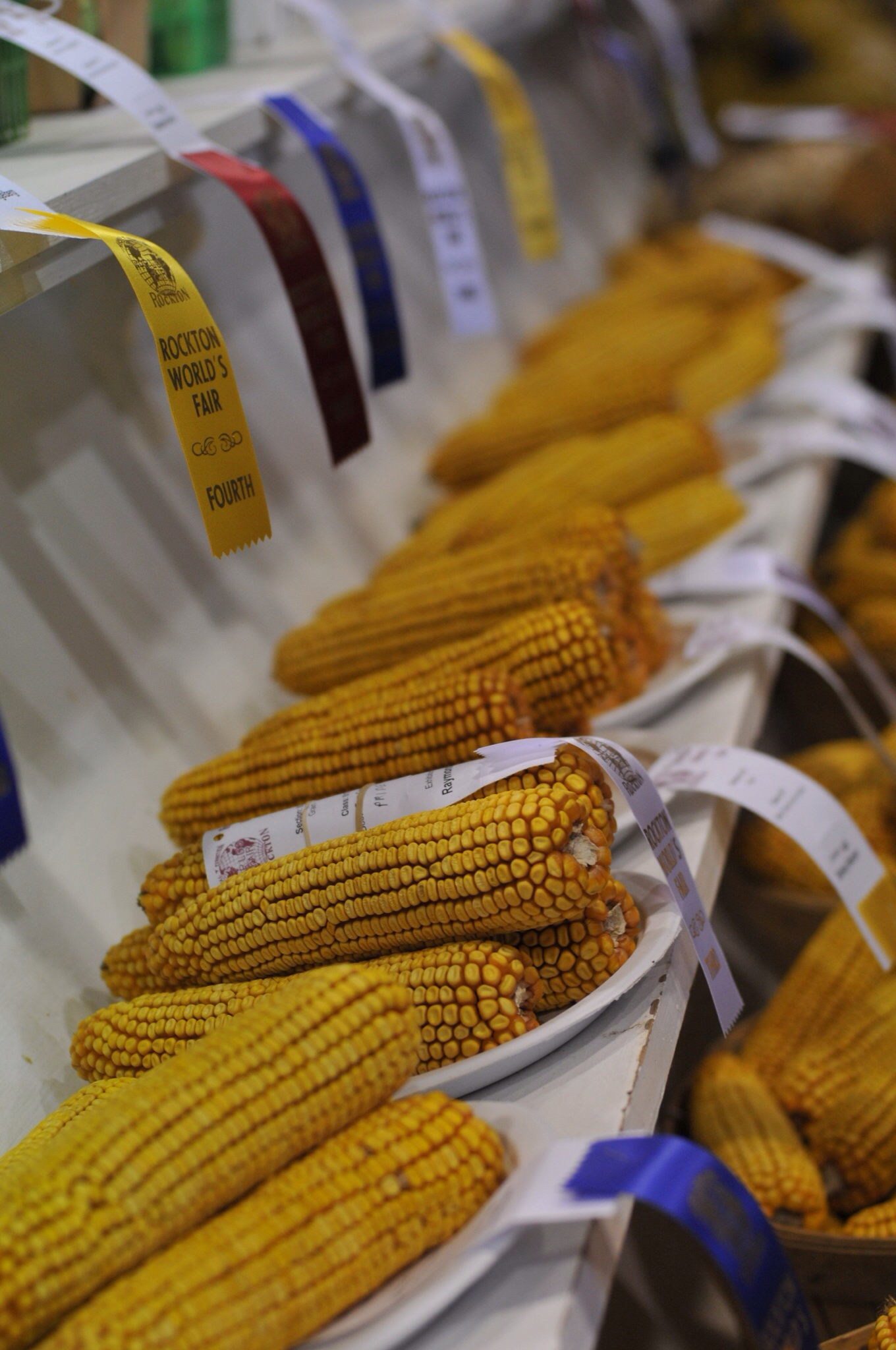
[4] مهرجان الحصاد السنوي في جنوب أونتاريو

مهرجان الحصاد السنوي هو الاحتفال الذي يحدث في وقت قريب من الحصاد الرئيسي في منطقة معينة، بالنظر إلى الاختلافات المناخية والمحاصيل في جميع أنحاء العالم، فإن مهرجانات الحصاد يمكن العثور عليها في أوقات مختلفة في الأماكن المختلفة. مهرجانات الحصاد عادة تميزها الولائم، سواء العائلية أو العامة، والأطعمة التي يتم جنيها من المحاصيل التي تأتي إلى النضج في وقت المهرجان.وفرة الغذاء وعدم الحاجة إلى العمل في الحقول اثنتين من الميزات في مهرجانات الحصاد.والأكل، الفرح، المسابقات، الموسيقى والرومانسية هي السمات المشتركة لمهرجانات في جميع أنحاء العالم.
في شمال أمريكا وفي كندا والولايات المتحدة يوجد أحتفال عيد الشكر الخاص بهم وهي في تشرين الأول / أكتوبر وتشرين الثاني / نوفمبر.
أما في بريطانيا والتي يقام فيها أعياد الشكر منذ زمن الوثنية.فإن مهرجان الحصاد يقام تقليديا عند ظهور قمر الحصاد أو في أول أحد بعده.و هذا هو البدر الذي يحدث قبل الاعتدال الخريفي (22 أو 23 سبتمبر). الاحتفالات في هذا اليوم عادة ما تشمل الغناء التراتيل، الصلاة، تزيين الكنائس مع سلال من الفاكهة والمواد الغذائية، في مهرجان يعرف باسم مهرجان الحصاد، حصاد الشكر.
في البريطانية والإنجليزية-الكاريبية الكنائس والمصليات والمدارس وبعض الكنائس الكندية.. الناس تجلب المنتجات من حديقة المخصصات أو من مزرعة. والطعام غالبا ما يوزع بين الفقراء وكبار السن من المواطنين في المجتمع المحلي، أو يستخدام لجمع الأموال من أجل الكنيسة، أو الجمعيات.
مهرجانات الحصاد في آسيا تشمل مهرجان منتصف الخريف الصينية (中秋節), وهي واحدة من المهرجانات  الأكثر انتشاراً في العالم. في إيران Mehrgan يحتفل به بأسلوب الإسراف في مدينة برسيبوليس. وهو ليس ذكرى فقط لوقت الحصاد، ولكنه كان أيضا الوقت الذي كانت تجمع فيه الضرائب.الزوار من مختلف أنحاء الإمبراطورية الفارسية كانوا يجلبون الهدايا للملك وكل ما يسهم في إحياء المهرجان.

## مهرجان الحصاد في بريطانيا
كلمة الحصاد hærfest هي من الإنكليزية القديمة، ومعناها «الخريف». ثم أصبحت تدل على  موسم جني وجمع الحبوب وغيرها من المنتجات المزروعة محليا.والقمر الأقرب للاعتدال الخريفي يسمى "قمر الحصاد". وبالتالي، وبالتزامن مع التقاليد القديمة، فإن مهرجانات الحصاد تقام تقليديا بالقرب من الأحد الذي فيه قمر الحصاد.

### العادات والتقاليد
مهرجان الحصاد سابقاً اعتاد أن يحتفل به في بداية موسم الحصاد في 1 آب / أغسطس وكان يسمى الأول من آب. والمزارعين كانوا  يصنعون أرغفة من الخبز من محاصيل القمح الطازج. والتي تعطى للكنيسة المحلية كشكر خاص لله من أجل الحصاد.

ومع القرن السادس عشر عددا من العادات أصبحت راسخة. وكانت تشمل مصاحبة الحصادين لعربات ثقيلة  وهم يهتفون «الغياب، الغياب»، وأحد أبرز الحصادين يخلع ملابسه، ويتصرف ك 'رب' الحصاد ويطلب المال من المتفرجين.وكان الحصادون يؤدون تمثيلاً مسرحياً تتلى فيه دائما نفس الكلمات والأبيات من مثل:
"Enter Haruest with a sythe on his neck, & all his reapers with siccles, and a great black bowle with a posset in it borne before him: they come in singing."
Merry, merry, merry, cheary, cheary, cheary,

Trowle the black bowl to me ;

Hey derry, derry, with a poupe and a lerry,

Ile trowle it again to the:

Hooky, hooky, we have shorn,

And we have bound,

And we have brought Harvest

Home to town.
"He home returnes: wyth hocky cry,

With sheaues full lade abundantly."
"Hoacky is brought Home with hallowing

Boys with plum-cake The Cart following".
"Rocke Munday..Christmas Eve, the hoky, or seed cake, these he yeerely keepes, yet holds them no reliques of popery."[1]
1. ^ Overbury, Thomas Characters: the Franklin, London, 1613

.

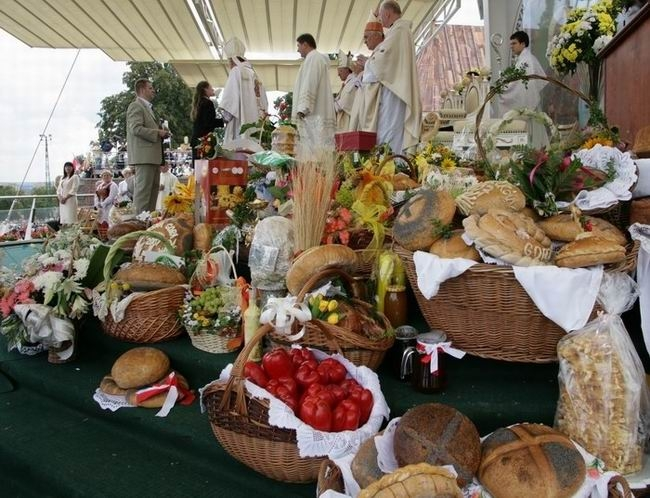
حصاد عيد الشكر في بولندا في تشيتوشوا, بولندا.

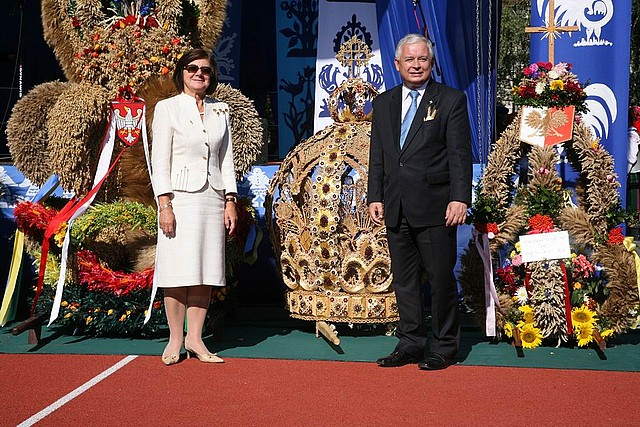
مهرجان الحصاد في بولندا

في الوقت الحاضر المهرجان يقام في نهاية الحصاد، والتي تختلف في أجزاء مختلفة من بريطانيا. في بعض الأحيان الكنائس المجاورة تعين مهرجان الحصاد على مختلف أيام الأحد حتى أن الناس يمكن أن يحضر كل منهما الشكر.
وحتى القرن الـ20 معظم المزارعين احتفلوا نهاية موسم الحصاد مع وجبة كبيرة تسمى عشاء الحصاد ويدعى إليها كل من ساعد في الحصاد.و يبدو أنه كان هناك شعور بأنه من سوء الحظ أن يكون الشخص آخر من يحصد محصول الذرة. لذلك كان المزارعين والعمال في سباق مع الحصادين الآخرين على مزارع أخرى كي يكونوا أول من يستكمل الحصاد ثم يعلن لبين الجميع أنه قد انتهى.
- أجراس الكنيسة يمكن أن تسمع في كل يوم من أيام الحصاد.
- الذرة دوللي هي طعام كان يصنع من آخر حزمة من الذرة المحصودة وفي كثير من الأحيان كانت بمكان الشرف على طاولة المأدبة وتبقى حتى الربيع التالي.
- في كورنوال، كان هنالك طقوس خاصة تقام.
- الحصان الذي يجلب آخر عربة تحميل يزين بأكاليل من الزهور والشرائط ملونة.
- وليمة الحصاد الرائعة كانت تعقد في منزل المزارع ثم تلعب الألعاب للاحتفال بنهاية موسم الحصاد.
- الكثير من الناس يحتفلون بالحصاد في أنحاء العالم.
- الكنائس في المدن أقل احتفالاً بالحصاد، لأنها ليست قريبة من الأرض وتعتبر في كثير من الأحيان الاحتفال بعيد الحصاد كاحتفال لذكرى التحول عن الوثنية.
- الحصاد يرتبط بالفواكه والخضروات والتي يتم جمعها سنويا لتوفير الغذاء للناس خلال فصل الشتاء.
- مهرجان الحصاد يقام للاحتفال بالعمل الجاد حيث ينتهي الحصاد حتى السنة الأخرى.

## وصلات خارجية
- مهرجان الحصاد
- مهرجان الحصاد, بي بي سي